# Anthurium obtusum
Anthurium obtusum là một loài thực vật có hoa trong họ Ráy (Araceae). Loài này được (Engl.) Grayum miêu tả khoa học đầu tiên năm 1997.

## Hình ảnh

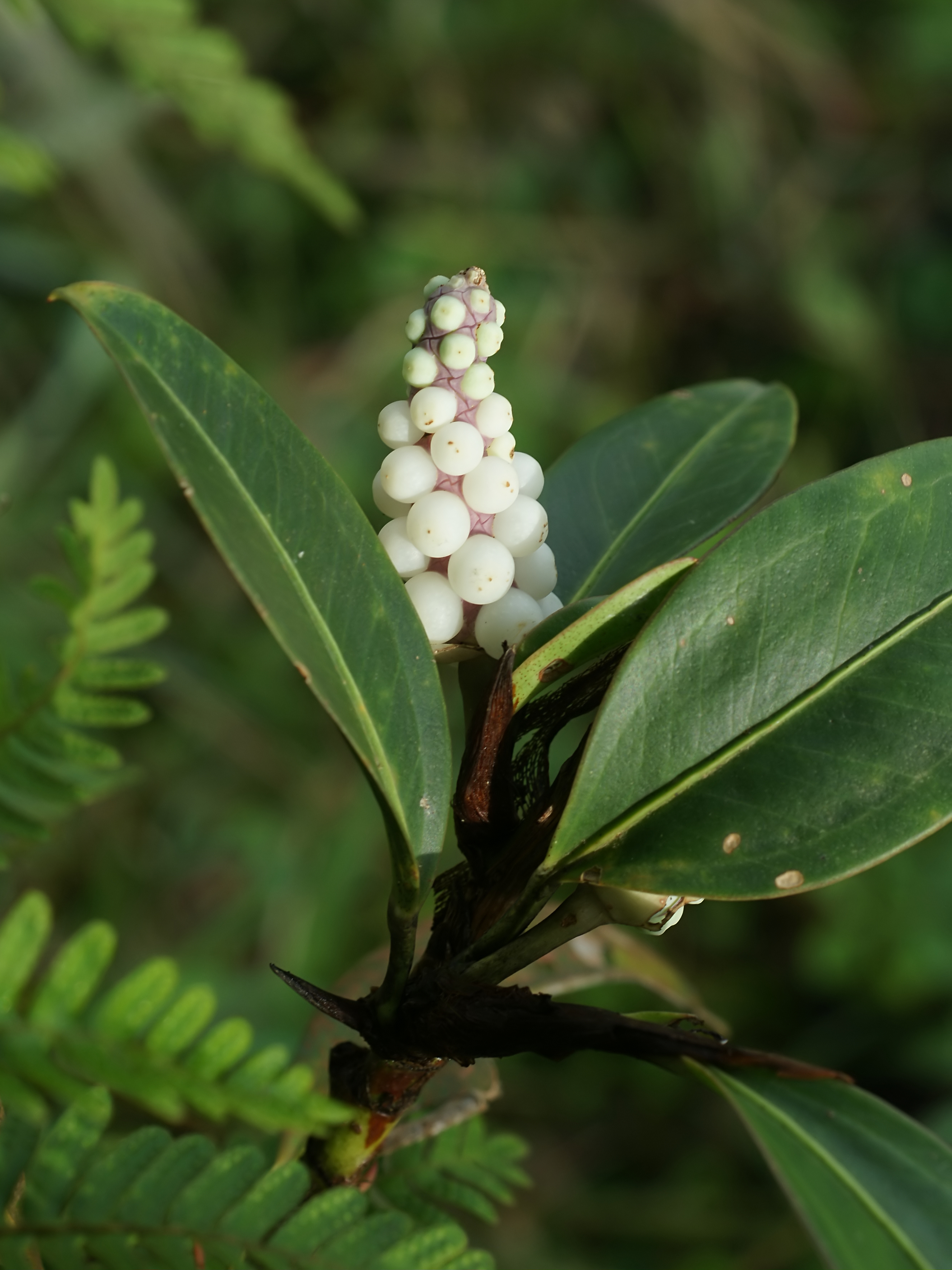
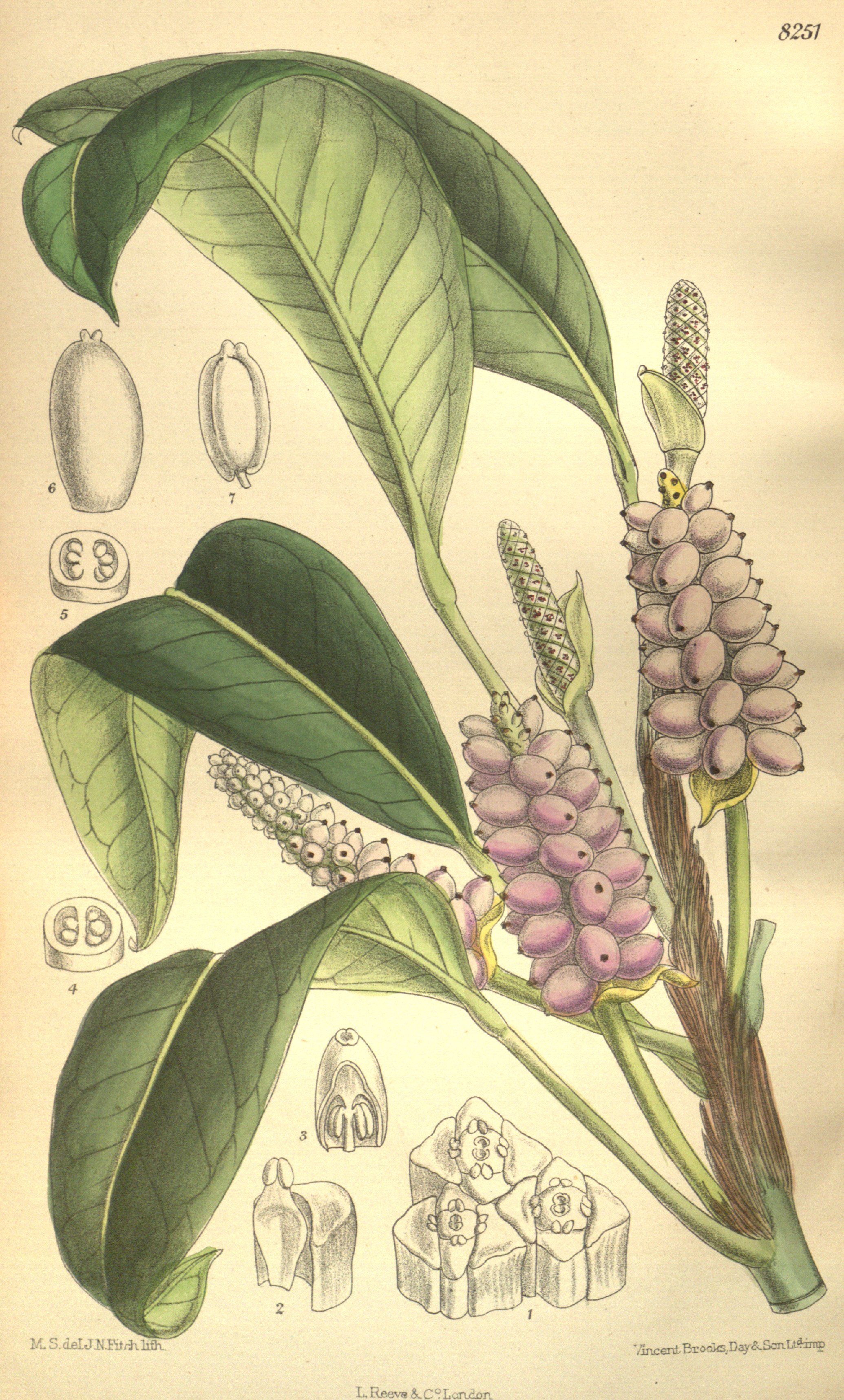
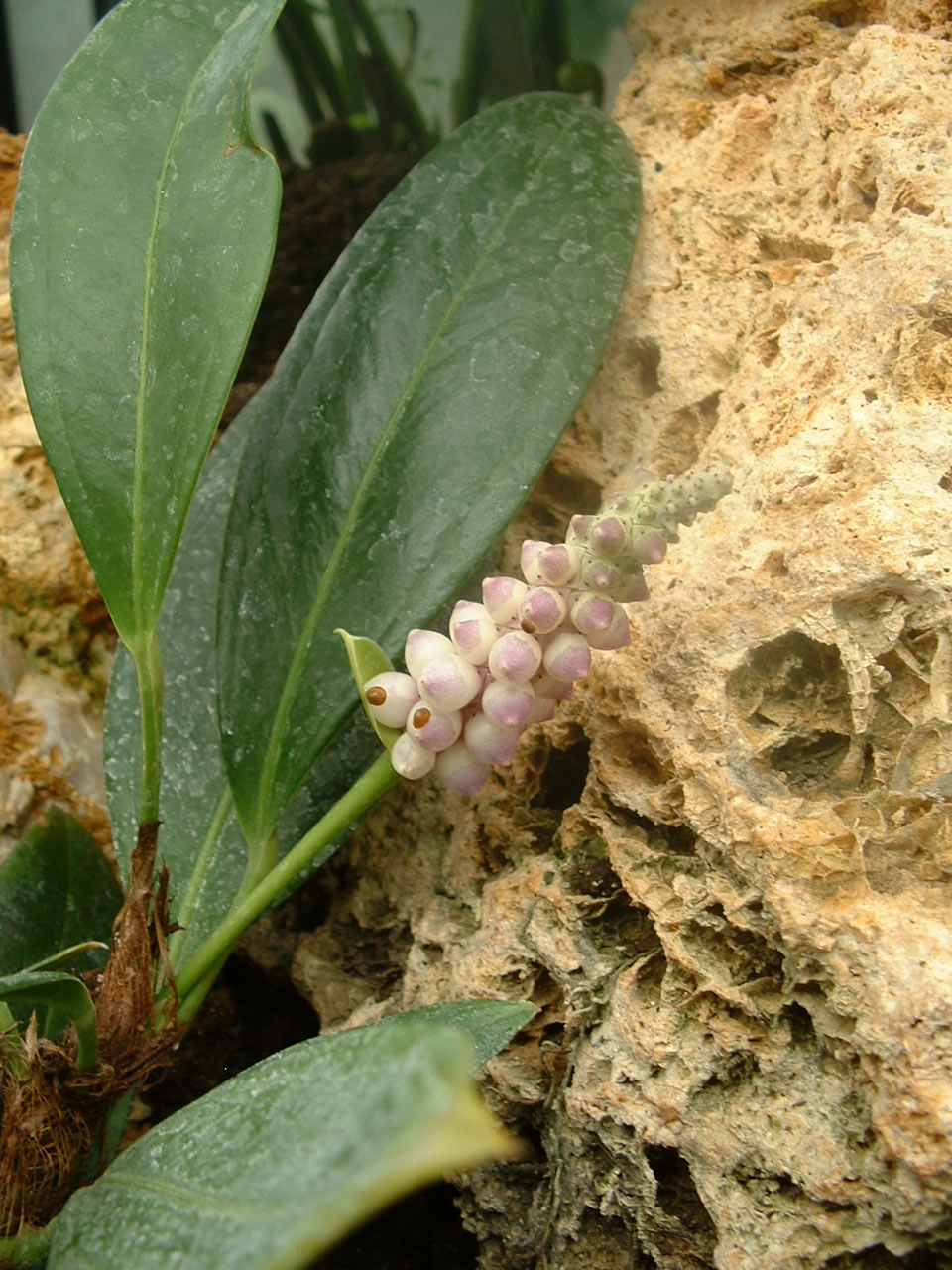